# Paul Cobrysse
Paul Cobrysse, ook Don Paulo (of Pablo) Cobrysse (Brugge, ca. 1605 - 9 oktober 1675) was een Brugs koopman en weldoener, evenals burgemeester van Brugge.

## Levensloop
Paul Cobrysse was heer van Aarsele, een heerlijkheid in Lissewege. Hij stamde af van een familie die afkomstig was uit Artesië en in Brugge was ingeweken, waar verschillende familieleden actief werden als tingieter.
Paul was de zoon van Joost Cobrysse (1577-1642 of 1644) en van Anna Boels. Zijn moeder erfde het domein Rooigem in Sint-Kruis, mits te voldoen aan de uiterste wil van de erflaters, namelijk een godshuis op te richten. Dit werd door Joost Cobrysse voorbereid en door Paul uitgevoerd: het werd het nu nog bestaande Godshuis Cobrysse in de Leffingestraat. Tevens bouwde Paul Cobrysse voor zich, naast de hofstede Rooigem een buitenverblijf, dat later uitgroeide tot het Kasteel Rooigem.
Hij verbleef enkele jaren in Spanje om er zich te bekwamen in de internationale handel. Hijzelf en andere familieleden hielden hieraan de gewoonte over zich "don" te laten noemen en hun voornaam op zijn Spaans of Italiaans te schrijven. Bij zijn terugkeer werd hij een van de voornaamste handelaars in Brugge. Hij dreef een belangrijke importhandel in wijn, stoffen en zilver, en exporteerde linnen en garen naar Zuid-Amerika via Cadiz. Hij woonde op de Sint-Jansplaats in het huis De Lecke (nu hoofdgebouw van het lyceum Hemelsdaele).
Paul Cobrysse vervulde een belangrijke rol in de stad. Hij was raadslid (1654), schepen (1653, 57, 58, 60, 65, 72), burgemeester van de raad (1662, 64) en burgemeester van de schepenen (1667-70). Hij was ook voogd van de Bogardenschool en van de Potterie. In 1654 werd hij lid van de Edele Confrérie van het H. Bloed. Tevens werd hij koning van de schermersgilde Sint-Michiel. 
In 1655 werd hij 'wereldlijke vader' van de arme klaren en vervulde deze functie tot aan zijn dood. Een nicht van hem, Marie Cobrysse, was ingetreden in dit klooster. In 1672 werd het Brugse klooster van de clarissen overgeheveld van de Waalse provincie Sint-Andreas van de minderbroeders recollecten naar de Vlaamse provincie Sint-Jozef. Hiervoor had men in Rome jarenlang moeten procederen en dit had heel wat kosten veroorzaakt, die door Cobrysse werden vereffend. 
Paolo Cobrysse hield aan zijn Spaanse episode een dochter over, Johanna (†1709), die hij met zich meebracht naar Brugge en als zijn dochter erkende. Ze trouwde in 1670 met een neef van Paolo, Carlos Cobrysse, heer van Aarsele (Brugge, 1645 - Brussel, 30 maart 1716), 
Paolo zelf trouwde in 1660 met Anna de Meulenaere en dit gezin bleef kinderloos. Hij en zijn echtgenote werden in de kerk van de arme klaren begraven voor den hoogen autaer, in eene schoone vaute, voor hem ende alle zijne hoirs en erfghenaemen.